# Вискитки (гмина)
Вискитки (пол. Wiskitki) — городско-сельская гмина (уезд) в Польше, входит как административная единица в Жирардувский повет, Мазовецкое воеводство. Население — 9278 человек (на 2004 год). Административный центр — город Вискитки.

## Демография
| Перепись                       | Всего   | Всего | Женщины | Женщины | Мужчины | Мужчины |
| ------------------------------ | ------- | ----- | ------- | ------- | ------- | ------- |
| Единицы                        | человек | %     | человек | %       | человек | %       |
| Население                      | 9278    | 100   | 4625    | 49,8    | 4653    | 50,2    |
| Плотность населения (чел./км²) | 61,5    | 61,5  | 30,6    | 30,6    | 30,8    | 30,8    |

## Сельские округа
1. Александрув
2. Антонев
3. Бабске-Буды
4. Цыганка
5. Червона-Нива
6. Червона-Нива-Парцель
7. Дунинополь
8. Дзялки
9. Феликсув
10. Францишкув
11. Гузув
12. Гузув-Осада
13. Хиполитув
14. Янувек
15. Есёнка
16. Юзефув
17. Камёнка
18. Лубно
19. Медневице
20. Морги
21. Нова-Весь
22. Новы-Джевич
23. Нове-Козловице
24. Новы-Орышев
25. Орышев-Осада
26. Подорышев
27. Попелярня
28. Просценец
29. Ружанув
30. Смолярня
31. Сокуле
32. Старе-Козловице
33. Старовискитки
34. Старовискитки-Парцель
35. Стары-Джевич
36. Томашев
37. Воля-Медневска

## Поселения
1. Камёнка-Мала
2. Медневице-Колёня
3. Медневице-Лонки
4. Медневице-Парцеля
5. Подбушице
6. Сярковец
7. Стара-Весь
8. Стары-Хиполитув

## Соседние гмины
1. Гмина Баранув
2. Гмина Болимув
3. Гмина Якторув
4. Гмина Нова-Суха
5. Гмина Пуща-Маряньска
6. Гмина Радзеёвице
7. Гмина Тересин
8. Жирардув